# Stenocercus doellojuradoi
Stenocercus doellojuradoi — вид ігуаноподібних ящірок родини Tropiduridae. Мешкає в Аргентині і Парагваї. Вид названий на честь аргентинського зоолога Мартіна Доельо-Хурадо.

## Поширення і екологія
Stenocercus doellojuradoi мешкають на східних схидах Аргентинських Анд і на прилеглих рівнинах, а також на крайньому південному заході Парагваю. Вони живуть в сухих тропічних лісах Чако, трапляються на місцях, що відновлюються після нещодавних лісових пожеж. Зустрічаються на висоті від 100 до 1000 м над рівнем моря. Відкладають яйця.